# 186 Celuta
186 Celuta è un asteroide della fascia principale del diametro medio di circa 49,99 km. Scoperto nel 1878, presenta un'orbita caratterizzata da un semiasse maggiore pari a 2,3620630 UA e da un'eccentricità di 0,1500064, inclinata di 13,17186° rispetto all'eclittica.
Il significato del nome di questo asteroide (l'eponimo) è sconosciuto.